# Friese Schaakbond
De Friese Schaakbond is een bij de KNSB aangesloten schaakbond die schaakactiviteiten in Friesland coördineert. 
De bond organiseert jaarlijks een teamcompetitie met als hoogste klasse de promotieklasse waarin acht achttallen een halve competitie spelen dus 1x tegen elkaar uitkomen. De kampioen van de promotieklasse verkrijgt de titel 'Clubkampioen van de Friese Schaakbond' en heeft het recht te promoveren naar de derde klasse van de KNSB-competitie. Onder de promotieklasse wordt gespeeld in de 1e klasse, de 2e klassen A en B, de 3e klassen A en B, de 4e klasse en de 5e klassen A en B.
De bond organiseert elk voorjaar een toernooi om het persoonlijk kampioenschap. 